# Reggenza di Sijunjung
La reggenza di Sijunjung (in indonesiano: Kabupaten Sijunjung) è una reggenza dell'Indonesia, situata nella provincia di Sumatra Occidentale.